# Oliver Winchester
Oliver Fischer Winchester (ur. 30 listopada 1810 w Bostonie, zm. 11 grudnia 1880 w New Haven) – amerykański konstruktor i przemysłowiec.
Wyprodukował pierwszy w pełni udany karabin powtarzalny, a w 1857 założył w New Haven zakłady produkujące uzbrojenie i amunicję. 
Bronią palną zainteresował się w 1855, gdy kupił ósmą część udziałów w firmie Volcanic Repeating Firearms Company i zorganizował produkcję broni według patentów H. Smitha i D.B. Wessona. W 1857 spółka zbankrutowała. Oliver Winchester kupił jej akcje w całości, po czym założył nową spółkę pod nazwą New Haven Arms Company, której został prezesem. W 1858 Winchester zatrudnił T.B. Henry’ego, który w 1860 opracował karabin Henry M1860, a broń odniosła duży sukces. W 1866 Winchester zreorganizował spółkę, która została nazwana Winchester Repeating Arms Company. Od tej pory wszystkie rodzaje broni produkowane przez firmę były nazywane Winchester. Pierwszym karabinem, który Winchester udoskonalił był M1866, a został wyprodukowany w liczbie 30 000 egzemplarzy, następnym był karabin M1873, który wprowadzono w 1873.
Związany z Partią Demokratyczną, był z jej ramienia zastępcą gubernatora stanu Connecticut (1866–1867). W 1834 poślubił Jane Ellen Hope, z którą miał troje dzieci.